# Vesiculariopsis spirifolium
Vesiculariopsis spirifolium är en bladmossart som beskrevs av Brotherus 1908. Vesiculariopsis spirifolium ingår i släktet Vesiculariopsis och familjen Hookeriaceae. Inga underarter finns listade i Catalogue of Life.